# 黎明Leon's Penguins in Live 2017
黎明Leon's Penguins in Live 2017是香港歌手黎明的個人演唱會，也是「Dragonland Music Festival」的演出項目之一，由黎明旗下的製作公司Player One主辦，演唱會於2017年2月24日在中環海濱活動空間舉行，會場可容納16,000名觀眾，採用電子門票，並創下香港演唱會實名制售票的先例。

## 背景
「Dragonland Music Festival」是香港的大型戶外音樂節，於2017年2月24至26日於中環海濱活動空間舉行，音樂節首天為《黎明Leon's Penguins in Live 2017》（One Night Stand），是黎明的個人演唱會；音樂節第二天為《One Night Dance》，由6組世界前100位的DJ參與演出，包括Zedd、Redfoo、Steve Aoki、Vinai、Tom Swoon、Infected Mushroom，以電子舞曲音樂為主；音樂節第三天為《One Night Pop》，演出的歌手包括Black Eyed Peas、Iggy Azalea、Carly Rae Jepsen、Mike Posner等，以馬拉松形式分別舉行4個獨立演唱會。為期三天的音樂節分別獨立售票，總投資額約港幣八千萬元。

## 製作概念

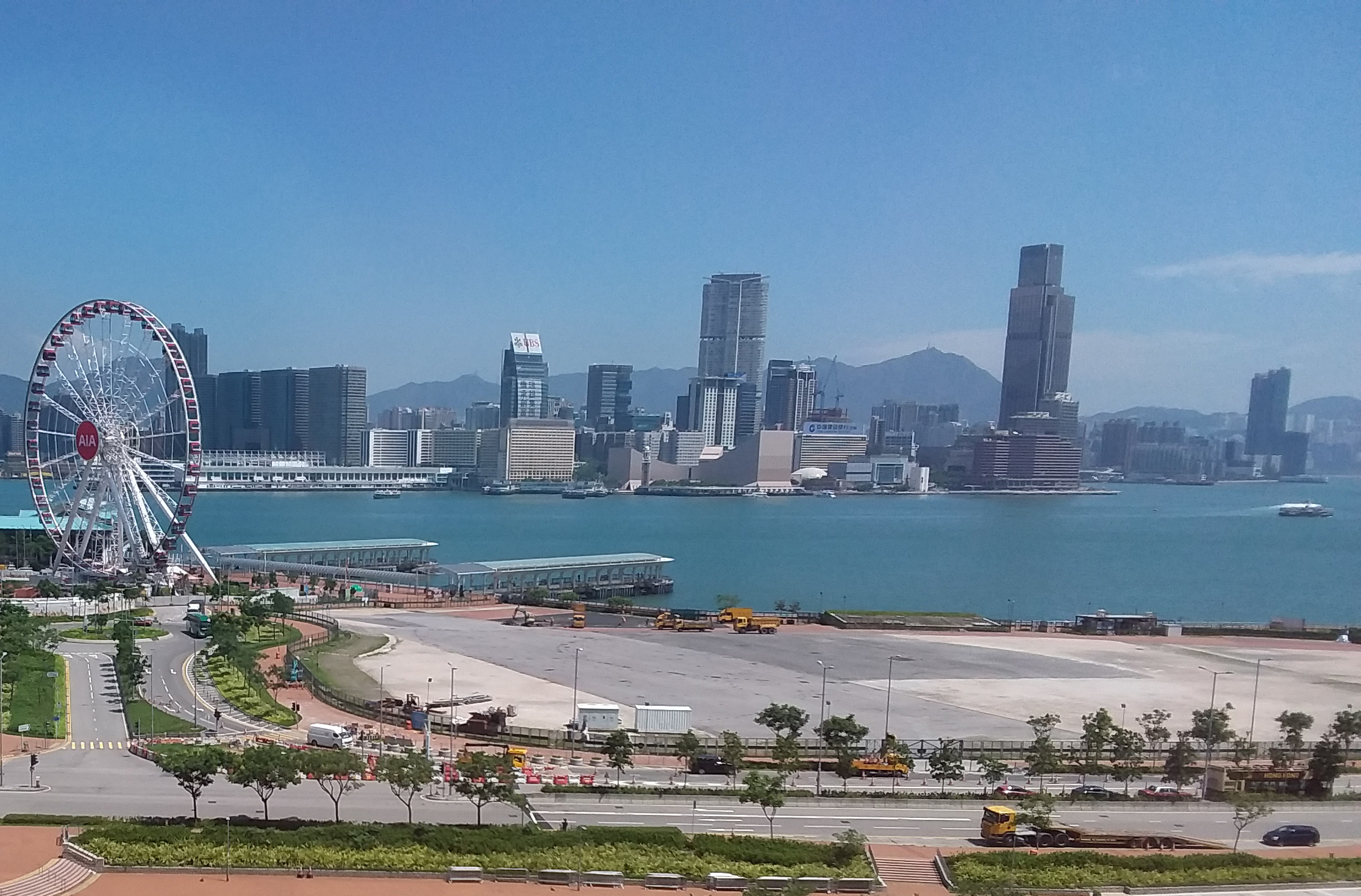
香港中環海濱活動空間

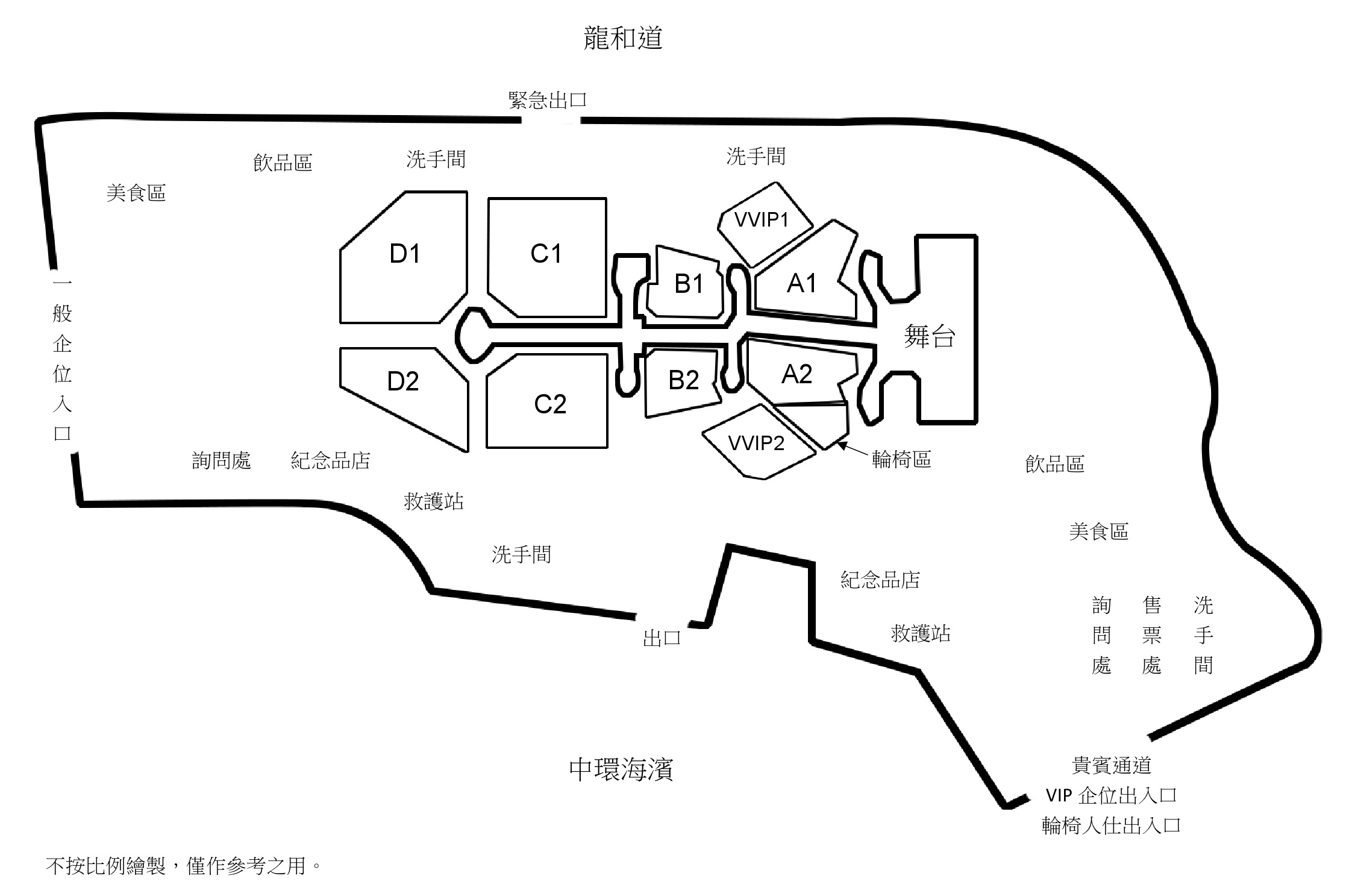
會場設計參考平面圖

《黎明Leon's Penguins in Live 2017》（俗稱「企鵝演唱會」）是黎明自2016年以來第二次在香港中環海濱活動空間舉行的音樂活動，以企鵝為概念主題，於2016年10月27日透過巴士車身廣告展示宣佈海報及「Leon's Penguins in Live 2017. Feb 24」、「1場One Night Stand」字句，同時在社交平台公佈舉行演唱會的消息。黎明表示於1999年在香港體育館舉行演唱會時，已經有意舉辦全企位演唱會，卻因場地限制而未能實行，雷頌德指這是一個新的概念，舉辦形式及流程編排與以往的演唱會不同，給觀眾新的體驗。

### 製作及演出團隊
此演唱會由雷頌德擔任總監，負責監督和籌備工作，如計算會場通道的闊度、可容納的人數等，並同時兼任音樂總監的工作，香港歌手鄭秀文擔任表演嘉賓，舞蹈員以派對女郎及兔女郎造型配合演出，其中2名舞蹈員負責與黎明一起將企鵝造型的紀念品拋下台給現場觀眾。

### 會場設計
演唱會會場位於中環海濱活動空間，場地面積35,780平方米，以全露天形式設計，舞台高度約六呎，背向國際金融中心，主舞台呈250度弧形，舞台前方加設魚骨形設計的伸延舞台，長度約一百米。會場內設有飲食區、紀念品店及貴賓區，飲食區售賣包括酒類在內的飲料及龍蝦、熱狗、三文治等食品；紀念品店售賣企鵝帽、毛巾、T恤、外套、耳環等產品；貴賓區又名「VVIP鑽石級專區」，位於舞台兩側，設有包廂座位及提供食物和飲品。觀眾席可容納16,000人，劃分為A、B、C、D區，每個區域之間設有緊急通道，不設座位，觀眾必須以站立形式觀看演唱會。

### 售票方式
演唱會的票務系統由香港本地科技公司RedSo負責搭建，包括建立售票網站、後台系統、數據處理、驗票等事宜，售票方式以減少黃牛票及讓公眾有足夠的時間購票為目標，主辦機構增加了公開發售門票的比率，並考慮到身處不同國家或地區的公眾會有時差，香港中午開售門票時，其他地區的公眾未必方便即時登入系統購票，因此不會以最短時間內賣出所有門票為前提。演唱會設有VVIP鑽石級專區、VIP企位及普通企位三種門票，VVIP鑽石級專區門票只限內部認購，不作公開發售；VIP企位門票售價為港幣1,680元；普通企位門票售價為港幣780元，門票於2016年11月8日中午12時開售，公眾須透過售票網站「www.hotdogtix.com」以實名方式購票，獲取特設的QR碼，入場前須於會場入口出示身份證明及掃瞄QR碼核實身份，確認身份後可憑主辦機構派發的入場手帶進場。

### 訂立守則
黎明所屬的唱片公司於2017年2月21日公佈「現場守則」，規定所有入場人士均不可攜同寵物進場，進場前必須接受隨身行李檢查，持有的門票不設還款或更換，所有人均不可以隨地吐痰、亂拋垃圾、隨地大小便，吸煙人士必須於場內指定地方吸煙，未滿18歲的人不可飲用酒精飲品，演唱會舉行期間，觀眾不可使用專業攝錄及錄音器材，其他不准攜帶進場的物品包括：外來食物或飲品、旗幟、無人機或其他飛行器、非法藥物及違禁品、摺疊椅、凳子或任何高度增加裝置、攻擊性武器、易燃物品及煙火等，主辦單位有權要求違反上述守則的人立即離場。

### 歌曲編排
以下是《黎明Leon's Penguins in Live 2017》的演唱歌曲名單：
1. 一比一
2. 你係我嘅
3. 兩位一體
4. 一百樣可能
5. 我這樣愛你
6. 相逢在雨中
7. 我愛花香不愛花
8. Ba Ba
9. 傻痴痴
10. 一夜傾情
11. 聽身體唱歌
12. Prima Donna（與鄭秀文合唱）
13. 信者得愛（鄭秀文演唱）
14. 從今開始
15. 但願不只是朋友
16. 對不起我愛你
17. 指日可待
18. Sugar in the marmalade
19. 我唔係死蠢（Encore環節）
20. 我的親愛

## 反響

### 票房反應
《黎明Leon's Penguins in Live 2017》演唱會門票在2016年11月8日開售後的7天內售出約八成，部份區域的門票於開售後約兩小時售罄，有觀眾表示門票數量於開售的半小時後已經非常緊張，每人不可以一次過購買多張門票，黎明的經理人公司於2016年11月14日宣佈前排的1,680元門票全部售罄，普通企位門票則尚餘最後排一區，有傳媒報導指演唱會舉行當天，約十名操大陸口音的疑似黃牛黨手持門票在會場外兜售，普通企位門票由原價780元升至800元；VIP企位門票則由原價1,680元降價至1,600元。評論表示這次演唱會是香港首個不設實體門票的大型演唱會，突破了香港演唱會的傳統售票模式，而實名制售票有助杜絕排隊黨及打擊炒賣情況。

### 各界迴響
此演唱會的現場觀眾以女性佔多數，觀眾席劃分了不同的區域，區域內不設劃位，不少觀眾提早到達排隊等待進場，甚至在演唱會舉行前一天到會場外露宿，務求能率先入場佔據有利位置，也有觀眾特意從外地到香港觀看演唱會，部份觀眾戴上企鵝造型的帽子造勢，或在臉上蓋上企鵝及「Leon」字樣的印章，亦有觀眾拿着印有黎明肖像的小旗子、燈牌等進場支持黎明，當黎明和嘉賓鄭秀文出場時，觀眾即時呼叫。由於B區及C區部分視線被控制台遮擋，不少觀眾起鬨投訴。黎明在演唱會尾聲答謝觀眾支持及進行Encore，並提示觀眾查閱透過電子郵件發佈的抽獎結果，得獎者可獲得他自資購買的「Dragonland Music Festival」音樂節門票。演唱會結束後有觀眾在社交網站留言，指C1區被約兩層樓高的嘉賓席阻擋視線，大部份時間都看不到演出，主辦單位發言人王凱文回應傳媒查詢時先向觀眾致歉，他表示有關的位置是一個大型工作台，不是觀眾所指的嘉賓席，並表示會重視每名入場觀眾，其後兩天的音樂節活動會將C1區附近大帳篷拆走。傳媒指主辦單位不准觀眾攜帶外來食物及飲品進場似乎太過嚴苛，入場觀眾被發現得最多的違禁品是膠樽裝飲品，當中大部分是清水，但同樣被禁止攜入場內，主辦單位更把收了的飲品及食物後即場丟棄在地上，衍生大批垃圾。

## 外部連結
- Dragonland Music Festival presents《黎明 Leon's Penguins in Live 2017》 （页面存档备份，存于） AMusic Official Channel. 2016-11-04